# 2016年美国伯灵顿商场枪击事件
美国伯灵顿商场枪击事件是一起发生在2016年的美国枪击案件。

## 简介
2016年9月23日，美国华盛顿州伯灵顿的一座商场发生了一起枪击事件，截止2016年9月25日已造成至少5人遇难，警方称袭击者是一名“一名身穿灰色衣服的拉丁裔男子”警察随后疏散了当地的人群，呼吁民众保持警惕，但美国联邦调查局表示未发现有再次袭击该地的证据。警方称该城市较为平静，且没有该袭击事件为恐怖袭击的证据。

## 袭击者被捕
2016年9月24日晚间，该袭击案的袭击者阿尔坎·塞丁（Arcan Cetin）在柏林顿西南部的橡港市被斯卡吉特镇紧急情况管理局逮捕，袭击者现年20岁，土耳其裔，持有美国绿卡，目前居住在该城市。